# Alexa Nikolas

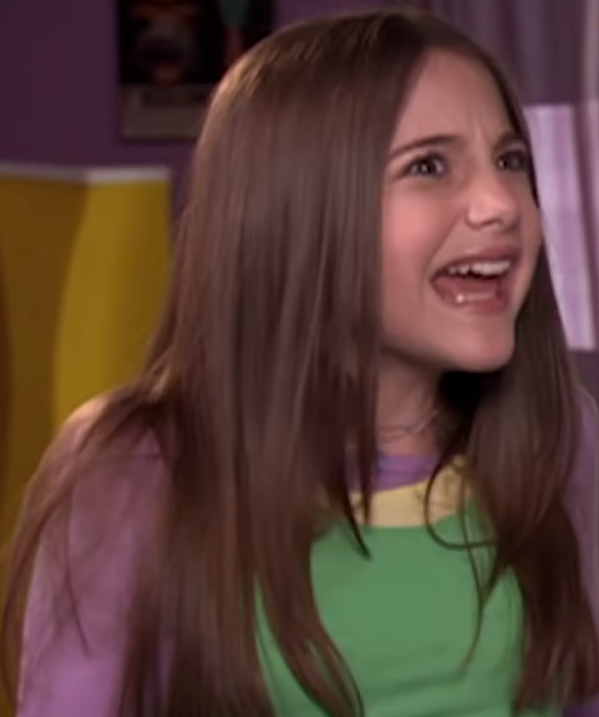
Alexa Nikolas trong vai Nicole Bristow

Alexa Helen Nikolas (sinh ngày 4 tháng 4 năm 1992 ở Chicago, Illinois) là một nữ diễn viên Mỹ được biết vai trò qua vai Nicole Bristow đãng trí đầy nghị lực, cậu bé trong loạt Nickelodeon Zoey 101.
Nikolas được xuất hiện trên Ti vi loạt phim Zoey 101 trong hai tập đầu. Vào 2006, Nikolas bỏ đi vì một hiềm khích với Jamie Lynn Spears. Cô xuất hiện trong Vanessa Hudgens video Come back to me và khách mời trong The Suite Life of Zack and Cody trong 2 tập, và một số chương trình truyền hình khác. Alexa tạo ra phong cách của chính mình với chương trình truyền hình của riêng mình với Lionsgate phiên bản vào 2008.